# Ministère de la Défense (Pérou)
Le ministère de la Défense (Ministerio de Defensa del Perú) est le département du gouvernement péruvien chargé de l'organisation de la défense militaire et de la sécurité nationale. Il dispose des chefs d'état-major des forces armées péruviennes et de ses composantes, à savoir, l'armée de terre, la marine et l'armée de l'air péruviennes. 
L'actuel titulaire du poste de ministre de la Défense est Alberto Otárola depuis le 11 décembre 2022.

## Histoire
Le ministère de la Défense fut créé le 1er avril 1987 par la loi Nº 24654 sous le gouvernement du président Alan García. Le nouveau ministère fusionne les anciens ministère de Guerre, ministère de la Marine et ministère de l'aéronavale ainsi que le "Comando Conjunto de las Fuerzas Armadas" (Commandement conjoint des forces armées) et le Secrétariat de la Défense nationale.

## Organisation
L'agence publique du ministère de la Défense s'organise comme suit :
- Secretaría General (Secrétariat Général)
- Viceministro de Asuntos Administrativos y Económicos (Vice-ministre des affaires administratives et économiques)
- Viceministro de Asuntos Logísticos y de Personal (Vice-ministre des affaires logistiques et ressources humaines)
- Dirección Nacional de Política y Estrategia (Direction nationale de politique et tactiques)
- Comando Conjunto de las Fuerzas Armadas" (Commandement combiné des forces armées)
- Éjercito del Perú (Armée péruvienne)
- Marina de Guerra del Perú (Marine péruvienne)
- Fuerza Aérea del Perú (Armée de l’air péruvienne)